# Schiguli (Kaliningrad)
Schiguli (russisch Жигули, deutsch Reckeln, litauisch Rėkliai) ist ein Ort in der russischen Oblast Kaliningrad. Er gehört zur kommunalen Selbstverwaltungseinheit Stadtkreis Gussew im Rajon Gussew.

## Geographische Lage
Schiguli liegt zwölf Kilometer südwestlich der Stadt Gussew (Gumbinnen) und ist über eine Stichstraße von Majakowskoje (Nemmersdorf) aus zu erreichen. Eine Bahnanbindung besteht nicht.

## Geschichte
Das seinerzeit Roekelheim genannte Dorf wurde bereits 1556 erstmals erwähnt. Vor 1945 bestand der Ort lediglich aus ein paar kleinen Höfen und Gehöften. Zwischen 1874 und 1945 gehörte Reckeln zum Amtsbezirk Nemmersdorf im Kreis Gumbinnen im Regierungsbezirk Gumbinnen der preußischen Provinz Ostpreußen.
Im Jahre 1910 waren in Reckeln 94 Einwohner registriert. Ihre Zahl verringerte sich bis 1933 auf 62 und betrug 1933 noch 63.
In Kriegsfolge kam Reckeln 1945 mit dem gesamten nördlichen Ostpreußen zur Sowjetunion. 1950 erhielt der Ort die russische Bezeichnung Schiguli und wurde dem Dorfsowjet Majakowski selski Sowet im Rajon Gussew zugeordnet. Von 2008 bis 2013 gehörte Schiguli zur Landgemeinde Majakowskoje selskoje posselenije und seither zum Stadtkreis Gussew.

## Kirche
Die überwiegende Zahl der Einwohner Reckelns war vor 1945 evangelischer Konfession und der Ort von daher in das Kirchspiel der Kirche Nemmersdorf eingepfarrt. So gehörte es zum Kirchenkreis Gumbinnen in der Kirchenprovinz Ostpreußen der Kirche der Altpreußischen Union. Heute liegt Schiguli im Einzugsbereich der in den 1990er Jahren neu entstandenen evangelisch-lutherischen Gemeinde in Krasnojarskoje (Sodehnen), einer Filialgemeinde der Salzburger Kirche in Gussew (Gumbinnen) innerhalb der  Propstei Kaliningrad (Königsberg) der Evangelisch-lutherischen Kirche Europäisches Russland.